# Maria Stuart, Königin von Schottland (2018)
Maria Stuart, Königin von Schottland (Originaltitel Mary Queen of Scots) ist ein britisches historisches Filmdrama von Josie Rourke über den Kampf Maria Stuarts mit Königin Elisabeth I. um den englischen Thron. Es markiert das Spielfilmdebüt der künstlerischen Leiterin des Donmar-Warehouse-Theaters und basiert auf dem Drehbuch von Beau Willimon (der zuvor als Showrunner der Fernsehserie House of Cards seine Kompetenz für politische Stoffe bewies). Die Hauptrollen verkörpern Saoirse Ronan und Margot Robbie. Der Film feierte seine Weltpremiere im November 2018 beim AFI Fest und kam am 7. Dezember 2018 in die US-Kinos. In Deutschland und in der Schweiz startete er am 17. Januar 2019.

## Handlung
Schottlands Königin Maria wurde durch ihre Ehe mit Franz II. auch Königin von Frankreich. Als dieser mit 16 Jahren stirbt und sie zur Witwe wird, fordert man von der selbst gerade einmal 18-Jährigen, wieder zu heiraten, doch sie weigert sich. Stattdessen kehrt Mary 1561 in ihre Heimat Schottland zurück, um dort Königin zu werden und den Thron zu besteigen, auf den sie als Stuart per Geburt Anspruch hat. Auf Holyrood Castle wird sie von ihrem Halbbruder James erwartet, der in der Zwischenzeit an ihrer statt regierte. Als Frau ist es für Maria nicht leicht, sich gegenüber den Mitgliedern des Klerus durchzusetzen, der keiner Katholikin folgen will. Allen voran wettert John Knox gegen die zurückgekehrte Königin. Weil auch ihr Bruder die Krone nur ungern in den Händen einer Frau sieht, wird er verbannt. Gemeinsam mit einer Armee von Protestanten will James die Bürger gegen seine Schwester aufbringen, doch Maria kann den Angriff auf den schottischen Thron abwehren.
Als Elizabeth am englischen Hof von der Rückkehr ihrer Cousine erfährt, sieht sie anfänglich ihre Macht nicht sonderlich bedroht. Maria schlägt Elizabeth einen Vertrag vor, nach dem sie ihre Herrschaft anerkennt, wenn sie sie im Gegenzug nach ihrem Tod als Königin einsetzt. Elizabeth ist noch immer kinderlos und gerät zunehmend unter Druck. Der Hof erwartet einen Erben. Man empfiehlt Elizabeth ihre Cousine mit einem Engländer zu verheiraten, um über den Ehemann Einfluss auf den künftigen Thronfolger nehmen zu können. Hierfür scheint Elizabeths Geliebter Robert Dudley geeignet, doch Maria entscheidet sich, den eigentlich nicht standesgemäßen Lord Henry Darnley zu ehelichen. Noch in der Hochzeitsnacht erwischt Maria ihren Ehemann mit Rizzio im Bett, einem ihrer engsten Vertrauten. Dennoch will Maria unbedingt ein Kind von Henry, da sie so ihren Anspruch auf den englischen Thron untermauern kann. Elizabeth, die an den Pocken erkrankt ist, nimmt die Bitte ihrer Cousine, Patin des Prinzen zu werden, gerne an.
Aufgrund einer Intrige an Marias Hof wird Rizzio des Ehebruchs für schuldig befunden und vor ihren Augen getötet. Da Henry ebenfalls in das Komplott verwickelt war, verbannt sie ihn kurz nach der Geburt des gemeinsamen Sohnes, den sie nach ihrem Vater und ihrem Bruder James nennt, auf Kirk o'Field, auch wenn ihr Rat seinen Tod fordert. Maria will jedoch kein weiblicher Heinrich VIII. werden. Bald fällt Henry ebenfalls einem Mordanschlag zum Opfer, und Maria versteht, dass sie nicht mehr sicher ist. Selbst als sie den Earl of Bothwell heiratet, fordert der Klerus ihre Absetzung. Ihr Bruder garantiert ihr seinen Schutz, falls sie abdankt und ihren Sohn in seiner Obhut lässt, damit er für sein Mündel Schottland regieren kann.
Maria erbittet die Hilfe ihrer Cousine Elizabeth. Auch wenn sie bei einem geheimen Treffen Verständnis für ihre Lage in einer von Männern dominierten Welt aufbringt, kann sie nicht mehr für sie tun, als sie an einem gut bewachten Ort in England unterzubringen. Sie verspricht ihr zudem, keinen Mord an ihr zu planen. Viele Jahre später muss Elizabeth ihr Versprechen brechen. Maria wird eines katholischen Komplotts angeklagt und am 8. Februar 1587 enthauptet, doch ihr Sohn soll eines Tages der erste Monarch werden, der gleichzeitig über Schottland und England regiert.

## Produktion
Die Regie übernahm Josie Rourke, das Drehbuch schrieb Beau Willimon.
Die irische Schauspielerin Saoirse Ronan übernahm die titelgebende Hauptrolle von Mary, Queen of Scots, die australische Schauspielerin Margot Robbie spielt ihre Cousine Queen Elizabeth I, Königin von England und Irland. Joe Alwyn übernahm die Rolle von Robert Dudley, dem Oberstallmeister und Liebhaber von Elizabeth. Jack Lowden spielt Maria Stuarts zweiten Ehemann Lord Darnley, Brendan Coyle dessen Vater Matthew Stewart. Martin Compston ist in der Rolle von Maria Stuarts dritten Ehemann Earl of Bothwell zu sehen, David Tennant in der Rolle des protestantischen Klerikers John Knox. Die deutsche Schauspielerin Maria-Victoria Dragus spielt Mary Fleming, eine Freundin und Halbcousine von Maria Stuart, Ismael Cruz Córdova spielt David Rizzio, einen weiteren engen Freund und Vertrauten von Maria Stuart. Gemma Chan übernahm die Rolle von Elizabeth Hardwick, einer Freundin und engen Vertrauten von Elizabeth.

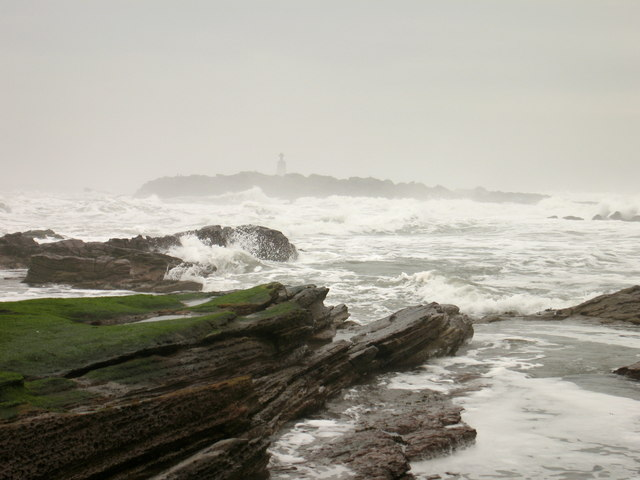
Im September 2017 drehte man an der schottischen Küste

Die Dreharbeiten wurden im August 2017 begonnen und fanden im schottischen Edinburgh und in der Ortschaft Glencoe statt, zudem in Strathdon, Derbyshire, Oxford und London. Im September 2017 drehte man an der schottischen Küste. Weitere Aufnahmen entstanden in den Pinewood Studios in Iver Heath, Buckinghamshire. Im September 2017 wurden die Dreharbeiten beendet. Als Kameramann fungierte John Mathieson, als Szenenbildner James Merifield und Gina Cromwell. Für die Gestaltung der Kostüme war Alexandra Byrne verantwortlich, die bereits auch die Kostüme für Shehkar Kapurs Drama Elizabeth – Das goldene Königreich (2007) entwarf (und damit den  Oscar gewann).
Die Filmmusik komponierte Max Richter. Der Soundtrack zum Film wurde am 7. Dezember 2018 von der Deutschen Grammophon veröffentlicht.
Ein erster Trailer wurde im Juli 2018 veröffentlicht. Am 15. November 2018 wurde der Film beim AFI Fest als Abschlussfilm gezeigt und feierte hier seine Weltpremiere. Am 7. Dezember 2018 kam er in ausgewählte US-Kinos. Der Kinostart in der Schweiz und in Deutschland war am 17. Januar 2019.

## Rezeption

### Altersfreigabe
In den USA erhielt der Film von der MPAA ein R-Rating, was einer Freigabe ab 17 Jahren entspricht. In Deutschland erhielt der Film eine Freigabe ab 12 Jahren. In der Freigabebegründung heißt es: „Der Film hat ein düstere Grundstimmung und enthält einige dramatische und emotional intensive Szenen; auch Gewalt und Morde kommt in vielfältiger Weise vor. Zuschauer ab 12 Jahren sind jedoch in der Lage, die Geschehnisse in den historischen Kontext einzuordnen und sich emotional zu distanzieren. Bei dieser Altersgruppe ist zudem von ausreichendem historischen Hintergrundwissen und Medienerfahrung auszugehen, sodass die fraglichen Szenen angemessen verarbeitet werden können.“

### Kritiken und Einspielergebnis
Der Film stieß bislang bei Kritikern auf geteiltes Echo.
Helen O’Hara vom Empire Magazine beschreibt den Film als eine Geschichtsstunde mit mehr Feuer im Bauch als die meisten anderen. Hierbei zeige sich auch, dass ein feministischer Blickwinkel die immergleichen alten Tudor-Psychodramen wirklich wiederbeleben könne.

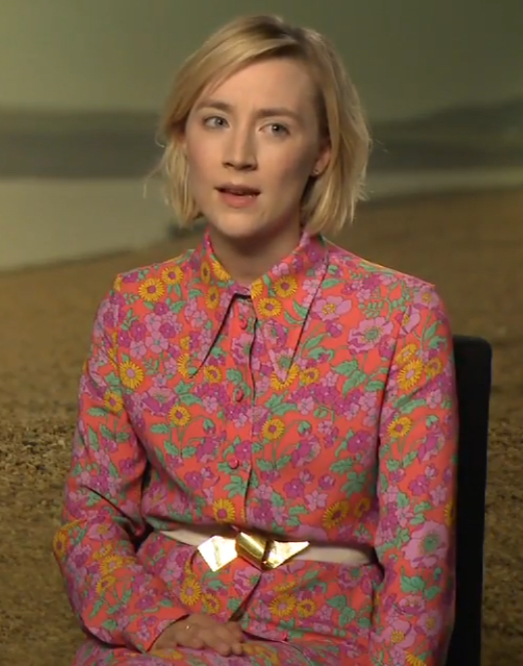
Saoirse Ronan spielt im Film in der Titelrolle Maria Stuart

Benjamin Lee erinnert im Guardian an einen thematisch ähnlichen Film, der sich auf weibliche Monarchen konzentriere, Giorgos Lanthimos’ The Favourite – Intrigen und Irrsinn, doch könnten die Filme insbesondere optisch nicht unterschiedlicher sein. Auch wenn die Geschichte von Mary und Elizabeth oft genug erzählt worden sei, sei es unbestreitbar, dass Beau Willimon, der Entwickler des House-of-Cards-Projekts, die Politik des 16. Jahrhunderts mit seinem aus der Serie bekannten, düsteren Einblick verbinde. Auch wenn die Machenschaften derjenigen, die die Epoche beherrschten, vielen bekannt sein mögen, hätten Josie Rourke und Willimon daraus ein fesselndes Drama und somit auch eine Alternative zu vorherigen Filmen entwickelt. Rourke, die die künstlerische Leiterin des Donmar Warehouse ist und mit Maria Stuart, Königin von Schottland ihr Filmdebüt feierte, habe viel Erfahrung mit Bühnenproduktionen, und auch der Übergang zum Film sei ihr geglückt. Als versierte Filmemacherin habe sie atemberaubende Bilder geschaffen und ihre Geschichte wie einen Thriller gestaltet. Über Saoirse Ronan urteilt Lee, die irische Schauspielerin sei als Mary perfekt, verletzlich, furchterregend, stark und sexy zugleich.
Anke Sterneborg schreibt in epd Film, nach Katharine Hepburn, Vanessa Redgrave und Zarah Leander sei Saoirse Ronan die erste Mary Stuart-Darstellerin, die tatsächlich annähernd so jung ist wie die berühmte schottische Königin, als sie nach dem Tod ihres französischen Mannes als blutjunge Witwe in die Heimat zurückkehrte. Beide Schauspielerinnen, Ronan als Maria Stuart und Margot Robbie als Queen Elizabeth, verkörperten mit ihrer ganzen, modernen Präsenz starke, entschlossene und emotionale Heldinnen und vermittelten doch zugleich eine Ahnung davon, wie schwer es vor fünf Jahrhunderten gewesen sein müsse, so eine ererbte Stellung tatsächlich auszufüllen und weibliche Ideen gegen die männliche Übermacht durchzusetzen.
Die Deutsche Film- und Medienbewertung (FBW) gab dem Film das Prädikat „besonders wertvoll“ und schrieb in ihrer Begründung: „An die Geschichte von Maria Stuart, der Königin von Schottland und Rivalin der britischen Queen Elisabeth, werden sich Generationen von Schülern aufgrund von Friedrich Schillers Drama wohl eher mit Grausen erinnern. Dabei bergen die Story und ihre realen Hintergründe durchaus viel Potenzial - und genau das weiß Josie Rourke für ihr Drama mit exzellenter Besetzung für sich zu nutzen.“
In Deutschland verzeichnet der Film 232.704 Besucher.

### Auszeichnungen (Auswahl)
Bei der Oscarverleihung 2019 war der Film in der Kategorie Makeup and Hairstyling nominiert. Im Folgenden eine Auswahl von Auszeichnungen und Nominierungen:
BAFTA Scotland Awards 2019
- Nominierung als Bester Schauspieler (Jack Lowden)[26]

British Academy Film Awards 2019
- Nominierung als Beste Nebendarstellerin (Margot Robbie)
- Nominierung für die Besten Kostüme (Alexandra Byrne)
- Nominierung für das Beste Make-up und die besten Frisuren (Jenny Shircore)

Costume Designers Guild Awards 2019
- Nominierung in der Kategorie Period Film

Hollywood Film Awards 2018
- Auszeichnung für das Beste Makeup und Hairstyling (Jenny Shircore, Sarah Kelly und Hannah Edwards)[27][28]

Hollywood Music in Media Awards 2018
- Nominierung für die Beste Filmmusik – Spielfilm (Max Richter)[29]

Oscarverleihung 2019
- Nominierung für die Besten Kostüme (Alexandra Byrne)
- Nominierung für das Beste Make-up und die besten Frisuren (Jenny Shircore, Marc Pilcher und Jessica Brooks)

Satellite Awards 2018
- Nominierung als Bester Film
- Nominierung als Beste Nebendarstellerin (Margot Robbie)
- Nominierung für die Besten Kostüme (Alexandra Byrne)[30]

Screen Actors Guild Awards 2019
- Nominierung als Beste Nebendarstellerin (Margot Robbie)[31]

## Synchronisation
Die deutsche Synchronisation entstand nach der Dialogregie und einem Dialogbuch von Christoph Cierpka im Auftrag der FFS Film- & Fernseh-Synchron GmbH, Berlin.
| Darsteller            | Synchronsprecher      | Rolle                          |
| --------------------- | --------------------- | ------------------------------ |
| Saoirse Ronan         | Lydia Morgenstern     | Mary, Queen of Scots           |
| Margot Robbie         | Anne Helm             | Queen Elizabeth I              |
| Ismael Cruz Córdova   | Nico Mamone           | David Rizzio                   |
| Brendan Coyle         | Jörg Hengstler        | Matthew Stewart Earl of Lennox |
| Jack Lowden           | Tino Mewes            | Lord Henry Darnley             |
| James McArdle         | Torben Liebrecht      | James, Earl of Moray           |
| David Tennant         | Nicolas König         | John Knox                      |
| Martin Compston       | Martin Kautz          | Lord Bothwell                  |
| Ian Hart              | Hans Bayer            | Lord Maitland                  |
| Adrian Lester         | Leon Boden            | Lord Randolph                  |
| Eileen O’Higgins      | Magdalena Höfner      | Mary Beaton                    |
| Maria-Victoria Dragus | Maria-Victoria Dragus | Mary Fleming                   |
| Liah O’Prey           | Nora Moltzen          | Mary Livingston                |
| Izuka Hoyle           | Jeannine Wacker       | Mary Seton                     |
| Simon Russell Beale   | Lutz Schnell          | Robert Beale                   |
| Joe Alwyn             | Dennis Mojen          | Robert Dudley                  |
| Adam Stevenson        | Philipp Lind          | Urie Campbell                  |
| Guy Pearce            | Philipp Moog          | William Cecil                  |